# Джиєнбаєв Хасан
Хасан Джиєнбаєв (Джеєнбаєв) (1902, село Бостері (Бозтері) Пржевальського повіту Семиріченської області, тепер Іссик-Кульського району Іссик-Кульської області, Киргизстан — розстріляний 5 листопада 1938, біля села Чон-Таш, тепер села імені Суйменкула Чокморова Аламудунського району Чуйської області, Киргизстан) — киргизький радянський діяч, 2-й секретар ЦК КП(б) Киргизії.

## Біографія
Народився в родині селянина-бідняка в селі Бостері (за іншими даними — селі Орозбеково) Пржевальського повіту Семиріченської області. У 1915 році закінчив два класи сільської російсько-туземної школи в селі Сазановка Пржевальського повіту.
З квітня до серпня 1917 року був пастухом у бая Імнахуна в селі Чолокой в Китаї. З серпня 1917 до червня 1918 року працював чорноробом у купця Ашим-Хаджі в місті Джаркенті Семиріченської області. З червня до вересня 1918 року був безробітним. У вересні 1918 — січні 1919 року — учень сільськогосподарської школи в Джаркенті.
З січня 1919 до травня 1921 року служив червоноармійцем 4-го кавалерійського полку 3-ї Туркестанської дивізії РСЧА, брав участь у громадянській війні.
Член РКП(б) з 1919 до 1921 року (під час армійської служби). У 1921 році не пройшов «чистки» і механічно вибув із партії. У 1921 році вступив до комсомолу.
У травні — серпні 1921 року — секретар революційного комітету (ревкому) села Боженовки Пржевальського повіту Семиріченської області.
З серпня до жовтня 1921 року був курсантом крайової радпартшколи в місті Ташкенті.
У жовтні 1921 — червні 1926 року — студент Комуністичного університету трудящих Сходу імені Сталіна в Москві.
Кандидат у члени РКП(б) з листопада 1925 до грудня 1927 року.
У червні 1926 — лютому 1927 року — завідувач агітаційно-пропагандистського відділу Киргизького обласного комітету ВЛКСМ.
12 березня 1927 року на першій сесії ЦВК Киргизької АРСР І-го скликання обраний відповідальним секретарем президії ЦВК Киргизької АРСР. У травні 1928 року увійшов також до складу комісії з коренізації. Працював на цих посадах до липня 1928 року.
Член ВКП(б) з грудня 1927 до 1937 року.
У липні 1928 — липні 1929 року — інструктор, заступник завідувача відділу Кадіївського районного комітету КП(б) України Луганської округи.
У липні 1929 — березні 1931 року — голова обласної Ради сільськогосподарських колективів (Колгоспцентру) Киргизької АРСР.
У березні 1931 — березні 1933 року — відповідальний секретар Базар-Курганського районного комітету ВКП(б) Киргизької АРСР.
У березні 1933 — лютому 1934 року — завідувач організаційного відділу Киргизького обласного комітету ВКП(б).
У лютому 1934 — червні 1935 року — завідувач сільськогосподарського відділу Киргизького обласного комітету ВКП(б).
30 червня 1935 — 5 червня 1937 року — 2-й секретар Киргизького обласного комітету ВКП(б).
Одночасно в жовтні 1936 — березні 1937 року — слухач Вищої школи партійних організаторів при ЦК ВКП(б).
16 червня — вересень 1937 року — 2-й секретар ЦК КП(б) Киргизії. Наказом НКВС СРСР від 30 липня 1937 року включений до складу «особливої трійки» Киргизької РСР.
У вересні 1937 року — народний комісар землеробства Киргизької РСР. Рішенням ЦК ВКП(б) 8 вересня 1937 року знятий з посади.
16 вересня 1937 року заарештований органами НКВС. 5 листопада 1938 року засуджений Виїзною сесією Військової колегії Верховного суду СРСР у місті Фрунзе до страти, розстріляний того ж дня в урочищі Чон-Таш (біля міста Фрунзе). 
Посмертно реабілітований 11 липня 1957 та 27 травня 1994 року. Останки 137 осіб, розстріляних у Чон-Таші в листопаді 1938 року, були виявлені в 1991 році і 30 серпня 1991 перепоховані з державними почестями в Меморіальному комплексі жертвам репресій «Ата-Беїт», в 100 м від розкопок.